# Somos dos
«Somos dos» es una canción publicada en 2015 en el disco Amanecer del grupo colombiano Bomba Estéreo.
A finales de 2015, se estrenó el videoclip de «Somos dos». Fue dirigido por el uruguayo Michael Abt, producido por The Zoo Films, y grabado en el Parque Tayrona, cercano a la ciudad de Santa Marta en la costa caribeña colombiana. La historia que se interpreta en el videoclip, según la cantante, se basa en una historia real que le sucedió en ese mismo lugar cuando conoció a una persona con quien mantuvo una relación sentimental. En la producción audiovisual se pueden apreciar parajes naturales y parejas realizando muestras de afecto, incluidas parejas del mismo sexo. Tras la publicación de capturas de pantalla del videoclip en sus redes sociales, el grupo recibió tanto muestras de apoyo como rechazo en forma de comentarios homófobos, incluso de fanáticos de la banda musical.
En 2017 el vídeclip de la canción consiguió 31 millones de visualizaciones en YouTube.